# 東北電力名取スポーツパーク
東北電力名取スポーツパーク（とうほくでんりょく なとりスポーツパーク、Tohoku Electric Power Natori Sports Park）は、かつて存在した総合運動施設。宮城県名取市愛島に所在し、施設は東北電力が所有、東北緑化環境保全株式会社が指定管理者として運営管理を行っていた。愛称はNASpA（ナスパ）。

## 概要
仙台市都心部から見て南にある、南北に長い高館丘陵の東側斜面にあった。
1998年に全面オープン。元々は東北電力の社員向け福利厚生施設として開設されたが、施設は全て一般向けにも開放されていた。
愛島球場では高校野球、大学野球、社会人野球などアマチュア野球公式戦が行われていた。また場内各スポーツ施設には、日本プロサッカーリーグ（Jリーグ）に加盟するジェフユナイテッド市原・千葉の協力による「NASPA・JEF UNITEDサッカースクール」の他、テニススクールなど6種のスポーツスクールが開設されていた。
場内にはスポーツ施設の他、7つの広場があった。
所在地が名取市愛島塩手字滝沢1番地6であるため、各施設には「愛島」（めでしま）の名が付いていた。
野球場・陸上競技場・テニスコートなどの屋外施設は照明設備の老朽化・安全性の関係のため2011年3月末をもってナイター利用を廃止することになっていたが、東日本大震災のために営業中断となった3月11日で事実上廃止となった。これに付随して「NASPA・JEF UNITEDサッカースクール」および「ナスパ・テニススクール」の事業も同日をもって活動停止（廃止）となった。ただしサッカースクールはU-15に限り2011年度の活動は継続するとしていた。
震災発生後はしばらく被害が甚大であるため、安全確認という観点から全面的に営業を休止していたが、その後野球場・陸上競技場以外は安全が確認されたため5月より営業を開始した。野球場・陸上競技場については引き続き復旧に時間がかかるため営業休止となっていたが、全体復旧・修繕のめどが立たないという理由で、上記2箇所を含め施設全体を2012年6月で閉鎖することが決定した。これに先駆け、本来前年12月から行う新年度の団体利用の申し込みについても、2012年度分（2011年12月募集開始予定）の受付は実施しなかった。
全面閉鎖について、東北電力は「元々東北電力グループ社員の福利厚生のための施設であり、収支が厳しい中で復旧することが困難になった」と説明している。震災後、東北電力は原子力発電所の停止や火力発電の燃料費の高騰などから収益の悪化が進み、2012年3月期決算の純利益で過去最大の2500億円の単年度赤字が計上されることが見込まれたため、コスト削減の一環とした。
2018年、名取市はスポーツパーク全体を長野県に本部を置く学校法人理知の杜（松本国際高等学校）に売却したと発表した。

## パーク内の主な施設
- 東北電力名取スポーツパーク愛島競技場（日本陸上競技連盟第3種公認陸上競技場）
- 東北電力名取スポーツパーク愛島フットボール場（球技場）
- 東北電力名取スポーツパーク愛島球場（野球場）
- 愛島テニスプラザ
- サブグラウンド（多目的グラウンド）ほか

## 大規模集客イベント実績
愛島球場
- 1999年8月20日、SMAP 1999 TOUR "BIRDMAN"

愛島競技場
- 2007年7月28日、a-nation '07
- 2007年8月18日・19日、Mr.Children "HOME" Tour '07 -in the field-